# دويتشه تيليكوم

البلدان التي تتوطن بها الشركة

دويتشه تيليكوم (بالألمانية: Deutsche Telekom AG)  تُختصر Telekom أو DT وتُنمنم ·T···؛ هي شركة اتصالات ألمانية يقع مقرها الرئيسي في بون وهي من حيث الإيرادات أكبر مزود لخدمات الاتصالات في أوروبا. تأسست الشركة عام 1995 بعد خصخصة مكتب البريد الاتحادي الألماني المملوك للدولة سابقا. ومنذ ذلك الوقت تصنف الشركة بين شركات فورتشين 500 مع أحدث تصنيف لها في المرتبة 86 عام 2020. تدير الشركة العديد من الشركات التابعة في جميع أنحاء العالم، بما في ذلك العلامة التجارية للاتصالات المتنقلة تي موبايل.
اعتبارًا من أبريل 2020 تمتلك الحكومة الألمانية 14.5٪ من أسهم الشركة بشكل مباشر، وحصة 17.4٪ من خلال بنك الائتمان لإعادة الإعمار الحكومي. الشركة هي أحد مكونات مؤشر سوق الأسهم يورو ستوكس 50.

## تاريخ
كان دويتشه بوندسبوس هو الإدارة البريدية للحكومة الفيدرالية الألمانية التي تم إنشاؤها في عام 1947 خلفًا لرايشبوست.
في 1 يوليو 1989، كجزء من إصلاح مكتب البريد، تم تقسيم دويتشه بوندسبوس إلى ثلاثة كيانات، أحدها هو دويتشه تيليكوم. في 1 يناير 1995، كجزء من إصلاح آخر، أصبحت شركة دويتشه بوندسبوس تيليكوم شركة دويتشه تيليكوم، وتمت خصخصتها في عام 1996. على هذا النحو، فهي تشترك في تراث مشترك مع شركات دويتشه بوندسبوس الأخرى المخصخصة، دويتشه بوست ودويتشه بوست بانك.
كانت شركة دويتشه تيليكوم هي المزود الاحتكاري لخدمة الإنترنت لألمانيا حتى خصخصتها في عام 1995، ومزود خدمة الإنترنت المهيمن بعد ذلك. حتى أوائل القرن الحادي والعشرين، كانت شركة دويتشه تيليكوم تسيطر تقريبًا على جميع عمليات الوصول إلى الإنترنت من قبل الأفراد والشركات الصغيرة في ألمانيا، حيث كانت واحدة من أولى وحدات الاتصالات الألمانية.
في 6 ديسمبر 2001، أصبحت شركة دويتشه تيليكوم أول شريك رسمي لكأس العالم لكرة القدم 2006.
في 1 يناير 2005، نفذت دويتشه تليكوم هيكلًا جديدًا للشركة. تم دمج وحدتي الأعمال التنظيميتين تي-كوم وتي-أونلاين في وحدة الأعمال الاستراتيجية ذات النطاق العريض/الشبكة الثابتة (تم دمج تي-أونلاين مع شركة دويتشه تليكوم الأم في عام 2006). وهي توفر حوالي 40 مليون خط ضيق النطاق وأكثر من 9 ملايين خط عريض النطاق ولديها 14 مليون عميل إنترنت مسجل.
في عام 2008، تم تغيير الهيكل مرة أخرى. تم فصل تي-أونلاين عن شركة دويتشه تليكوم وتم دمجها مع تي-كوم لتشكيل الوحدة الجديدة تي-هوم. في سبتمبر 2010، دمجت شركة فرنسا تيليكوم الأم لشركة أورنج وشركة دويتشه تليكوم الأم لشركة تي-موبايل عملياتها في المملكة المتحدة لإنشاء أكبر شبكة للهاتف المحمول في بريطانيا، إيه إيه.
في أبريل 2010، تم دمج تي-موبايل مع تي-هوم لتشكيل تليكوم دويتشلاند GmbH. تتعامل هذه الوحدة الآن مع جميع المنتجات والخدمات التي تستهدف العملاء من القطاع الخاص. في أكتوبر 2012، أنشأت شركة دويتشه تليكوم وأورنج مشروعًا مشتركًا بنسبة 50-50% باسم باي إن لإعادة تجميع عمليات الشراء والاستفادة من وفورات الحجم.
في أبريل 2013، دمجت تي-موبايل الولايات المتحدة وMetroPCS عملياتهما في الولايات المتحدة. في فبراير 2014، استحوذت شركة دويتشه تليكوم على الأجزاء المتبقية من قسم جمهورية التشيك تي-موبايل بحوالي 800 مليون يورو. تم ترقيم حجم الحصة المتبقية بنسبة 40 في المائة.
في ديسمبر 2014، أُعلن أن شركة دويتشه تليكوم تجري محادثات مع مجموعة بي تي بشأن الاستحواذ على إيه إيه، وكان جزءًا من الصفقة هو تزويد دويتشه تليكوم بحصة 12% ومقعدًا في مجلس إدارة مجموعة بي تي عند الانتهاء. أعلنت مجموعة بي تي عن اتفاقها في فبراير 2015 للاستحواذ على إيه إيه مقابل 12.5 مليار جنيه إسترليني وحصلت على الموافقة التنظيمية من هيئة المنافسة والأسواق في 15 يناير 2016. تم الانتهاء من الصفقة في 29 يناير 2016.
في فبراير 2016، في المؤتمر العالمي للجوال، في برشلونة، أطلقت شركة دويتشه تليكوم بشكل مشترك مشروع البنية التحتية للاتصالات مع إنتل ونوكيا وفيسبوك واكوينيكس وكوريا الجنوبية للاتصالات وغيرها، والتي تبني على نموذج مشروع الحوسبة المفتوحة لتسريع الابتكار في صناعة الاتصالات.
في فبراير 2020، انضمت شركة دويتشه تليكوم إلى شراكة جديدة تسمى تحالف HAPS لتعزيز استخدام المركبات على ارتفاعات عالية في طبقة الستراتوسفير للأرض بهدف القضاء على الفجوة الرقمية.
في 1 أبريل 2020، أكملت سبرينت الاندماج مع تي-موبايل الولايات المتحدة، مما جعل تي-موبايل الولايات المتحدة هي مالك سبرينت وأصبحت شركة تابعة لها حتى يتم التخلص التدريجي من علامة سبرينت التجارية. أدى الاندماج أيضًا إلى قيام مجموعة سوفت بانك، المالكة آنذاك لشركة سبرينت، بالاستحواذ على ما يصل إلى 24% من أسهم تي-موبايل جديدى بينما تمتلك دويتشه تليكوم ما يصل إلى 43% من أسهمها. ومنذ ذلك الحين، يمتلك المساهمون العموميون النسبة المتبقية البالغة 33%.

## المالية
بالنسبة للسنة المالية 2017، أعلنت شركة دويتشه تليكوم عن أرباح بلغت 3.5 مليار يورو، بإيرادات سنوية قدرها 74.9 مليار يورو، بزيادة قدرها 2.5% عن الدورة المالية السابقة. تم تداول أسهم شركة دويتشه تليكوم بأكثر من 14 يورو للسهم الواحد، وبلغت قيمتها السوقية 68.4 مليار دولار أمريكي في نوفمبر 2018.
| سنة  | ربح في مليار دولار. € | صافي الدخل في مليار دولار. € | إجمالي الأصول في مليار دولار. € | Employees |
| ---- | --------------------- | ---------------------------- | ------------------------------- | --------- |
| 2011 | 58.653                | 557                          | 122.542                         | 240,369   |
| 2012 | 58.169                | -5.255                       | 107.942                         | 232,342   |
| 2013 | 60.132                | 930                          | 118.148                         | 230,000   |
| 2014 | 62.658                | 2.924                        | 129.360                         | 228,248   |
| 2015 | 69.228                | 3.254                        | 143.920                         | 266,232   |
| 2016 | 73.095                | 2.675                        | 148.485                         | 221,000   |
| 2017 | 74.947                | 3.461                        | 141.334                         | 216,000   |
| 2018 | 75.656                | 2.166                        | 145.375                         | 216,369   |
| 2019 | 80.531                | 3.867                        | 170.672                         | 212,846   |

## عمليات
تمتلك دويتشه تليكوم أيضًا حصصًا كبيرة في شركات اتصالات أخرى، بما في ذلك الشركات التابعة لأوروبا الوسطى، سلوفاكيا تليكوم (سلوفاكيا)، ماجيار تليكوم (المجر). علاوة على ذلك، تمتلك شركة تيليكوم المجرية غالبية الأسهم في المقدونية تليكوم (مقدونيا الشمالية)، بينما تمتلك هرفاتسكي تليكوم (كرواتيا) حصة الأغلبية في مونتينيغرو تليكوم (الجبل الأسود).
تمتلك دويتشه تليكوم أيضًا أسهمًا في شركة الهيلينية للاتصالات السلكية واللاسلكية منظمة الاتصالات اليونانية، والتي لها أيضًا أسهم في العديد من الشركات الأخرى مثل مشغلي الهاتف المحمول تليكوم ألبانيا وتليكوم رومانيا وشركة تجارة التجزئة تكنولوجيا المعلومات وجيم جرمانوس.
تدير شركة دويتشه تليكوم أيضًا قسمًا للبيع بالجملة يسمى مبيعات وحلول الناقل الدولي الذي يوفر حلولًا صوتية وبيانات ذات علامة بيضاء[كلمة شائعة] لشركات النقل الكبيرة بما في ذلك تي-موبايل.
يتضمن تشغيل شركات الهاتف برامج الفوترة أو «نظام دعم الأعمال». تم إجراء فوترة شركة دويتشه تليكوم تي-موبايل على أنظمة الواجهة الخلفية الإسرائيلية حتى عام 2014، عندما تم اختيار إريكسون لتحل محل الواجهة الخلفية الإسرائيلية.

### دويتشه تليكوم جلوبال كاريير
تُعرف شركة دويتشه تليكوم جلوبال كاريير سابقًا باسم المبيعات والحلول الدولية لشركة دويتشه تليكوم. إنها ذراع البيع بالجملة الدولي لشركة دويتشه تليكوم. تشتمل المنتجات على إنهاء الصوت وإيثرنت وبروتوكول الإنترنت-عبور والجوال والتجوال بالإضافة إلى الوصول إلى الإنترنت على متن الطائرة لصناعة الطيران. تدير شبكة الطبقة-1.

### شبكة الطيران الأوروبية
بالتعاون مع إنمارسات ونوكيا، تقوم شركة دويتشه تليكوم بتطوير شبكة هجينة للوصول إلى الإنترنت بشكل أسرع على متن الطائرات في أوروبا. إنه مزيج من نقل البيانات عبر انمارسات القمر الصناعي ومحطات تطور طويل الأمد الأرضية التابعة لشركة دويتشه تليكوم في جميع أنحاء القارة الأوروبية.

## الجدل
في تشرين الثاني 2019، كانت شركة دويتشه تليكوم جزءًا من الجدل عندما تم الإعلان عن أنها رفعت دعوى قضائية ضد شركة تأمين عصير الليمون، وهي شركة مقرها نيويورك، لاستخدامها اللون الأرجواني. جادلت شركة دويتشه تليكوم بأن استخدام اللون الأرجواني من قبل تأمين عصير الليمون (وأشكال مختلفة من اللون) ينتهك إحدى علاماتها التجارية. تم الإبلاغ عن الدعوى القضائية من قبل مصادر متعددة عبر الإنترنت وتم التقاطها في النهاية على وسائل التواصل الاجتماعي. بدأت شركة تأمين عصير الليمون حملة عبر الإنترنت تسمى #حرّة اِيّك للحصول على دعم لاستخدام اللون الأرجواني.
وسط مخاوف بشأن تورط الصين في شبكات الجيل الخامس اللاسلكية في أوروبا، علقت شركة دويتشه تليكوم مؤقتًا جميع الصفقات لشراء معدات شبكات الجيل الخامس في عام 2019، حيث كانت تنتظر حل نقاش في ألمانيا حول ما إذا كان سيتم حظر البائع الصيني هواوي لأسباب أمنية.

## الشركات التابعة الدولية
أماكن العمليات والشركات التابعة والتابعة
| دولة                   | الشركات التابعة                                                          | الحصة المملوكة لشركة دويتشه تليكوم                                       |
| ---------------------- | ------------------------------------------------------------------------ | ------------------------------------------------------------------------ |
| Argentina              | T-Systems Argentina S.A.                                                 | 100.00%                                                                  |
| Austria                | Magenta Telekom Austria GmbH                                             | 100.00%                                                                  |
| Austria                | Software Daten Service Gesellschaft m.b.H.                               | 100.00%                                                                  |
| Austria                | T-Systems Austria GesmbH                                                 | 100.00%                                                                  |
| Belgium                | T-Systems Belgium NV                                                     | 100.00%                                                                  |
| Bosnia and Herzegovina | HT Mostar d.d.                                                           | 40.00%                                                                   |
| Brazil                 | T-Systems do Brasil Ltda.                                                | 100.00%                                                                  |
| Bulgaria               | Novotel EOOD                                                             | 100%                                                                     |
| Canada                 | T-Systems Canada, Inc.                                                   | 100.00%                                                                  |
| China                  | T-Systems P.R. China Ltd.                                                | 100.00%                                                                  |
| Croatia                | Hrvatski Telekom d.d.                                                    | 51.00%                                                                   |
| Czech Republic         | T-Mobile Czech Republic, a.s.                                            | 100.00%                                                                  |
| Denmark                | T-Systems Nordic TC A/S                                                  | 100.00%                                                                  |
| Finland                | TSI Finnland                                                             | 100.00%                                                                  |
| France                 | T-Systems France SAS                                                     | 100.00%                                                                  |
| Germany                | Deutsche Telekom AG / Group Headquarters                                 | 100.00%                                                                  |
| Germany                | Telekom Deutschland GmbH                                                 | 100.00%                                                                  |
| Germany                | T-Systems International GmbH                                             | 100.00%                                                                  |
| Greece                 | OTE (Hellenic Telecommunications Organization S.A.)                      | 45.00%                                                                   |
| Greece                 | Cosmote (Cosmote Mobile Telecommunications S.A.)                         | 100.00% of shares held by OTE                                            |
| Greece                 | T-Systems Information and Communication Technology E.P.E.                | 100.00%                                                                  |
| Hungary                | Magyar Telekom Nyrt.                                                     | 59.30%                                                                   |
| Hungary                | IT Services Hungary Szolgáltató Kft.                                     | 100.00%                                                                  |
| India                  | T-Systems Information and Communication Technology India Private Limited | 100.00%                                                                  |
| Luxembourg             | T-Systems Luxembourg S.A.                                                | 100.00%                                                                  |
| Malaysia               | T-Systems Malaysia Sdn. Bhd.                                             | 100.00%                                                                  |
| Mexico                 | T-Systems Mexico S.A. de C.V.                                            | 100.00%                                                                  |
| Montenegro             | Crnogorski Telekom A.D.                                                  | 76,53% of shares held by Hrvatski Telekom                                |
| Netherlands            | T-Mobile Netherlands B.V.                                                | 75.00%                                                                   |
| Netherlands            | T-Systems Nederland B.V.                                                 | 100.00%                                                                  |
| Netherlands            | Tele2 Netherlands                                                        | 100.00% of shares held by T-Mobile Netherlands B.V.                      |
| Netherlands            | Ben Netherlands                                                          | 100.00% of shares held by T-Mobile Netherlands B.V.                      |
| North Macedonia        | Makedonski Telekom AD                                                    | 51,00% of shares held by Magyar Telekom                                  |
| Poland                 | T-Mobile Polska S.A.                                                     | 100.00%                                                                  |
| Poland                 | T-Systems Polska Sp.z o.o.                                               | 100.00%                                                                  |
| Romania                | Combridge S.R.L.                                                         | 100.00% of shares held by Magyar Telekom                                 |
| Romania                | Telekom Romania Communications S.A.                                      | 54.01% of shares held by OTE                                             |
| Romania                | Telekom Romania Mobile Communications S.A.                               | 70.00% of shares held by Cosmote & 30% by Telekom Romania Communications |
| Romania                | T-Systems ICT Romania S.R.L.                                             | 100.00%                                                                  |
| Romania                | GTS Telecom S.R.L.                                                       | 100.00%                                                                  |
| Russia                 | T-Systems CIS                                                            | 100.00%                                                                  |
| Singapore              | T-Systems Singapore Pte. Ltd.                                            | 100.00%                                                                  |
| Slovakia               | Slovak Telekom, a.s.                                                     | 100.00%                                                                  |
| Slovakia               | T-Systems Slovakia s.r.o.                                                | 100.00%                                                                  |
| South Africa           | T-Systems South Africa (Pty) Limited                                     | 70.00%                                                                   |
| Spain                  | T-Systems ITC Iberia, S.A.                                               | 100.00%                                                                  |
| Sweden                 | T-Systems Nordic TC A/S                                                  | 100.00%                                                                  |
| Switzerland            | T-Systems Schweiz AG                                                     | 100.00%                                                                  |
| Turkey                 | T-Systems Telekomünikasyon Limited Şirketi                               | 100.00%                                                                  |
| Ukraine                | Novatel Ukraine LLC.                                                     | 100.00% of shares held by Magyar Telekom                                 |
| United Kingdom         | BT Group plc                                                             | 12.00%                                                                   |
| United States          | T-Mobile US, Inc.                                                        | 43.0%                                                                    |
| United States          | T-Systems North America, Inc.                                            | 100.00%                                                                  |

## وصلة خارجية
- الموقع الرسمي